# Tåssakenpadajaure
Tåssakenpadajaure är en sjö i Kiruna kommun i Lappland som ingår i Torneälvens huvudavrinningsområde. Sjön har en area på 0,433 kvadratkilometer och ligger 791 meter över havet. Sjön avvattnas av vattendraget Katterjåkka. Öser om sjön går en vandringsled norr ut mot Katterjåkk och Riksgränsen och söder ut mot Unna Allakas.

## Delavrinningsområde
Tåssakenpadajaure ingår i delavrinningsområde (758435-159632) som SMHI kallar för Inloppet i Katterjaure. Medelhöjden är 973 meter över havet och ytan är 60,55 kvadratkilometer. Det finns inga avrinningsområden uppströms utan avrinningsområdet är högsta punkten. Katterjåkka som avvattnar avrinningsområdet har biflödesordning 2, vilket innebär att vattnet flödar genom totalt 2 vattendrag innan det når havet efter 521 kilometer. Avrinningsområdet består mestadels av kalfjäll (83 procent). Avrinningsområdet har 1,63 kvadratkilometer vattenytor vilket ger det en sjöprocent på 2,7 procent. Delavrinningsområdet täcks till 13,79 procent av glaciärer, med en yta av 8,3538 kvadratkilometer.

## Galleri

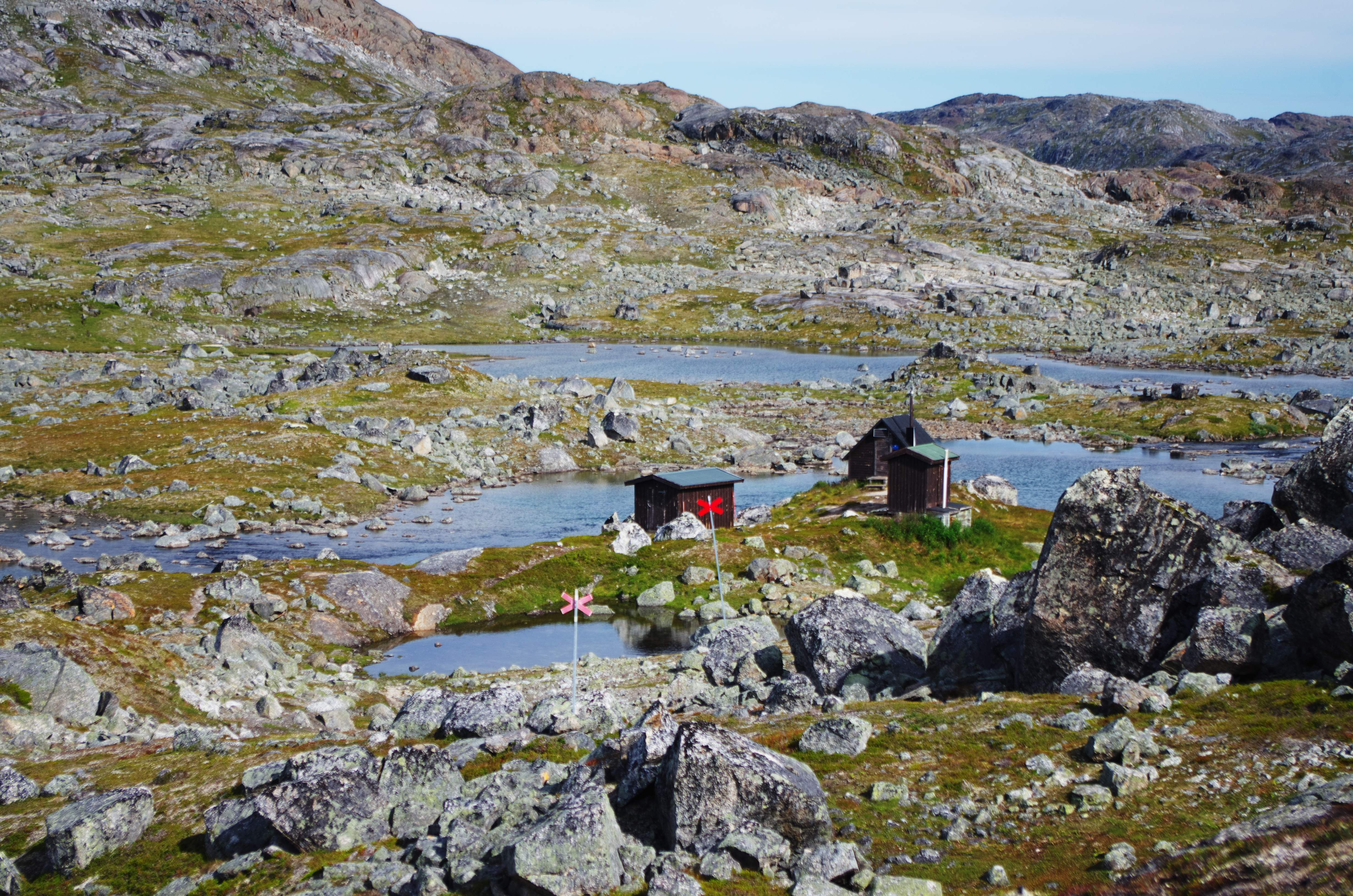
En vandringsled passerar sjöns östsida där STF har en enklare prismastuga.
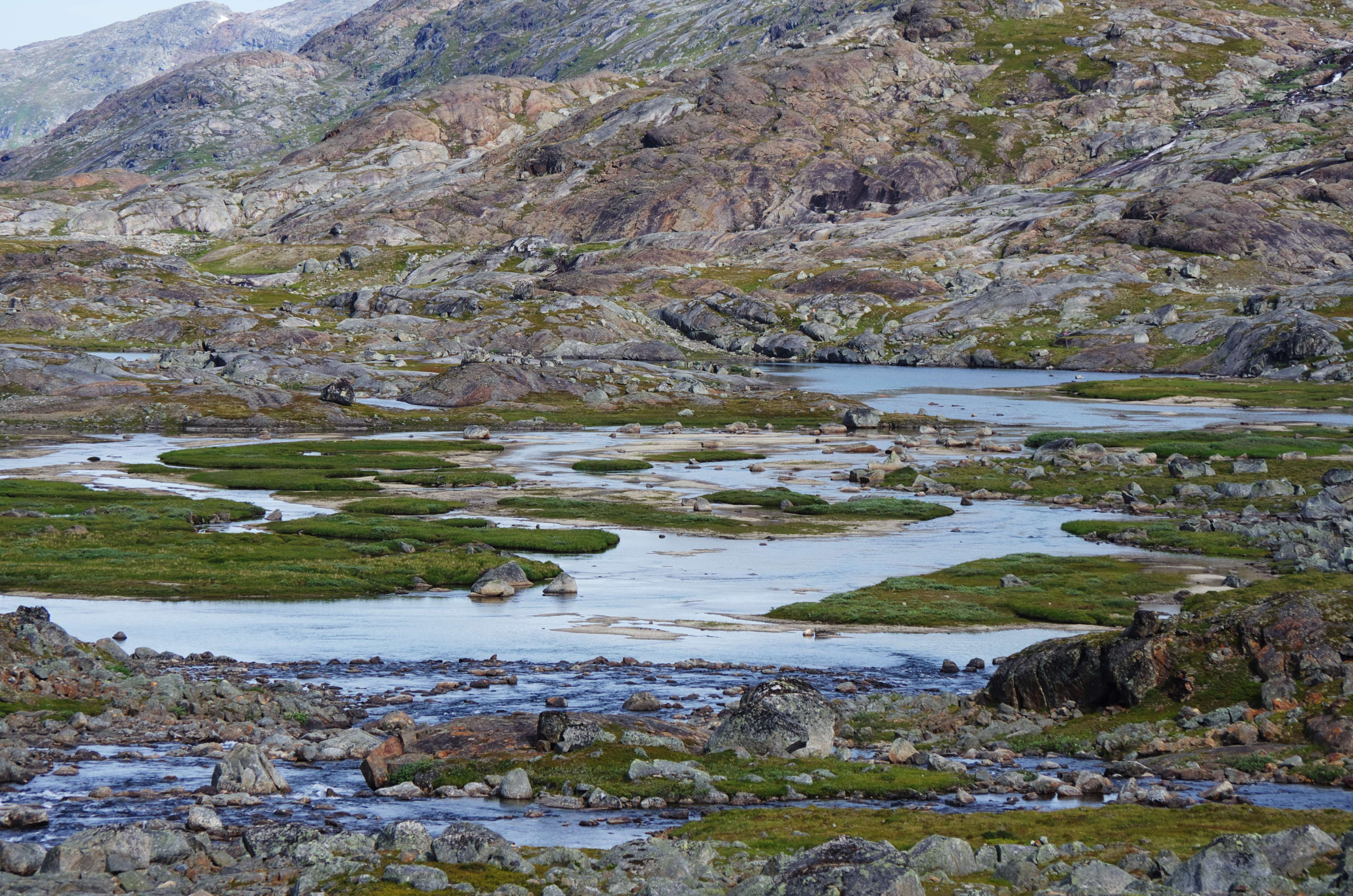
Utflödet norr om sjön.